# Simeone I di Costantinopoli
Simeone di Trebisonda (in greco Συμεών Α΄ o Τραπεζούντιος?; ... – 1486) è stato un arcivescovo ortodosso greco, patriarca ecumenico di Costantinopoli per tre volte nella seconda metà del XV secolo.

## Biografia
Simeone nacque tra il 1400 e il 1420 da una nobile famiglia dell'Impero di Trebisonda. Dopo la conquista dell'impero da parte degli ottomani nel 1461, tutti i nobili furono costretti dal sultano Maometto II a trasferirsi a Costantinopoli e anche Simeone, già monaco, dovette trasferirsi nella capitale turca. La nobiltà trapezuntina formò un gruppo separato da quello dei greci già presenti nella capitale, guidato probabilmente dallo studioso e politico Giorgio Amiroutzes. La nobiltà sosteneva Simeone come candidato al trono patriarcale e si opponeva alla fazione guidata da arconti laici, come il cartofilace Giorgio Galesiota e il Megas Ekklesiarches (cioè il Sacrestano) Manuele, il futuro patriarca Massimo III.

### Iº regno
Nell'autunno del 1466 Simeone ottenne con successo il trono dopo aver pagato al governo ottomano 2000 pezzi d'oro, iniziando così una pratica simoniaca che segnò la storia del patriarcato di Costantinopoli per i secoli successivi. Subito dopo aver ottenuto il trono, Maria Branković, figlia del despota serbo Đurađ Branković e una delle matrigna del sultano Maometto II, si recò a Costantinopoli e utilizzò l'influenza che aveva sul sultano per denunciare questa pratica di simonia. Maometto II, dopo aver sentite le lamentele e aver ricevuto una donazione di 2000 pezzi d'oro dalla matrigna, depose Simeone e nominò patriarca il candidato di Maria, cioè Dionisio I. Simeone si ritirò quindi per alcuni anni in un monastero vicino a Asenovgrad.

### IIº regno
Il regno di Dionisio fu segnato da una forte opposizione da entrambe le fazioni in città, inclusa quella di Simeone. Venne deposto alla fine del 1471 dopo false accuse riguardanti una sua conversione all'Islam e alla conseguente circoncisione. Dopo la deposizione, Simeone pagò altri 2000 pezzi d'oro e, probabilmente, promise al Sultano di sopprimere eventuali progetti per una rivolta anti-ottomana a Trebisonda; diventò quindi nuovamente Patriarca. Quando nel maggio del 1472 vi fu un tentativo, fallito, di catturare la città da parte di Caterino Zeni e di Alessio Comneno (nipote dell'ormai defunto imperatore Davide II di Trebisonda), sostenuto da Uzun Hasan, Simeone si schierò dalla parte degli ottomani e nel giugno dello stesso anno depose il metropolita di Trebisonda Pancrazio, coinvolto nella ribellione, e lo sostituì con un altro vescovo, Doroteo, ex metropolita di Atene, più allineato al governo ottomano. Il secondo regno di Simeone fu segnato da un aumento del debito fino a 7000 fiorini e il 10 ottobre 1474 il Santo Sinodo accettò di pagare una tassa annuale di 2000 fiorini al governo ottomano. Per risollevare le casse della chiesa ortodossa, nell'inverno del 1474 Simeone fu costretto a iniziare a cercare fondi. Al suo ritorno a Costantinopoli, all'inizio del 1475, Simeone fu rimosso dal patriarcato dopo che Raffaele I, probabilmente sostenuto da Maria Brankovic, fece un'offerta più cospicua. L'anno successivo Raffaele non riuscì a pagare l'importo promesso e fu sostituito da Massimo III, il capo della fazione dei greci di Costantinopoli.

### IIIº regno
Dopo la morte di Massimo III il 3 aprile 1482, Simeone tornò sul trono per la terza volta fino all'autunno 1486, quando gli succedette Nefone II. Simeone morì poco dopo, sicuramente prima del 1488, senza fare testamento, aprendo una contesa circa la sua ricca eredità. L'atto più notevole del suo terzo e ultimo regno fu il Sinodo di Costantinopoli del 1484 che ripudiò il Concilio di Firenze.

## Datazione del Iº regno
Non c'è consenso tra gli studiosi riguardo alla datazione del primo regno di Simeone. Molti studiosi, come Kiminas (2009), Runciman (1985), Grumel (1958) e il vescovo Germano di Sardi (1933), nonché il sito ufficiale del Patriarcato ecumenico di Costantinopoli, seguono le cronache di Doroteo di Monemvasia e pongono il regno dopo Marco II.
Laurent (1968), seguito da Podskalsky (1988), ritiene che gli scontri con Simeone siano avvenuti quando Marco era ancora metropolita di Adrianopoli, e pone il regno di Simeone prima di quello di Marco.